# Карашалгинский сельский округ
Карашалги́нский се́льский окру́г (каз. Қарашалғын ауылдық округі) — административная единица в составе Коргалжынского района Акмолинской области Республики Казахстан.
Административный центр — село Жантеке.

## География
Административно-территориальное образование расположено в северо-восточной части района, граничит:
- на севере с Астраханским районом,
- на востоке с Сабундинским сельским округом,
- на юго-востоке с Кенбидаикским, Арыктинским сельскими округами,
- на юге с Коргалжынским сельским округом,
- на западе с Майшукырским сельским округом, Егиндыкольским районом.

Сельский округ расположен на казахском мелкосопочнике. Рельеф местности в основном представляет собой сплошную равнину. Перепады высот незначительны; средняя высота округа — около 340 метров над уровнем моря. 
Гидрографическая сеть представлена рекой Нура и многочисленными озёрами, крупные из них — Уялышалкар, Узунколь. 
Климат холодно-умеренный, с хорошей влажностью. Среднегодовая температура воздуха положительная и составляет около +4,5°С. Среднемесячная температура воздуха в июле достигает +21,1°С. Среднемесячная температура января составляет около -14,3°С. Среднегодовое количество осадков составляет около 370 мм. Основная часть осадков выпадает в период с июня по июль.
Через территорию сельского округа с востока на запад проходит около 25 километров автодороги областного значения «Нур-Султан – Коргалжын» (с подъездом к Коргалжынскому заповеднику).

## История
В 1989 году существовал как Карашалгинский сельсовет (сёла Жантеке, Каргалы, Тынгылыкты, Уялы).
В периоде 1991 — 1998 годов Карашалгинский сельсовет был преобразован в сельский округ.

## Население
| Численность населения | Численность населения | Численность населения |
| 1989                  | 1999                  | 2009                  |
| --------------------- | --------------------- | --------------------- |
| 3103                  | ↘1881                 | ↘992                  |

## Состав
| № | Населённый пункт | Тип населённого пункта       | Население, 1989 | Население, 1999 | Население, 2009 |
| - | ---------------- | ---------------------------- | --------------- | --------------- | --------------- |
| 1 | Жантеке          | село, административный центр | 2 292           | 1 425           | 813             |
| 2 | Каргалы          | село                         | 296             | 177             | 74              |
| 3 | Тынгылыкты       | село (упразднено)            | 148             | -               | -               |
| 4 | Уялы             | село                         | 367             | 279             | 105             |

## Местное самоуправление
Аппарат акима Карашалгинского сельского округа — село Жантеке, улица С. Сейфуллина, дом 51%.
- Аким сельского округа — Тажмаганбетов Адильхан Шарипжанович.